# Brevibucca punctata
Brevibucca punctata är en rundmaskart. Brevibucca punctata ingår i släktet Brevibucca och familjen Brevibuccidae. Inga underarter finns listade i Catalogue of Life.